# Жезус, Габриэл
Габриэ́л Ферна́ндо де Жезу́с (порт.-браз. Gabriel Fernando de Jesus, бразильский португальский: [ɡabɾiˈɛw ʒeˈzus]; род. 3 апреля 1997, Сан-Паулу) — бразильский футболист, нападающий клуба «Арсенал» и сборной Бразилии. Победитель Олимпийских игр 2016 года в Рио-де-Жанейро. Участник чемпионата мира 2018 и 2022 годов.

## Биография
Жезус родился в районе Сан-Паулу Жардим-Пер, который, несмотря на географическую близость к центру, считался одним из самых «забитых районов» этого мегаполиса. В 13 лет был включен в программу футбольной академии «Анханхуэра». В 15 лет перешёл в «Палмейрас».
В первом же сезоне Жезус забил 54 гола в 48 матчах и привлек внимание зарубежных клубов. Незадолго до домашнего чемпионата мира нападающий был переведён в состав «Палмейраса» до 17 лет и отыграл два сезона в Лиге Паулисты. К 17 годам Жезус подписал свой первый профессиональный контракт и оказался на скамейке запасных.

### «Палмейрас»
9 мая 2015 года в матче против «Атлетико Минейро» дебютировал в бразильской Серии B. 30 августа в поединке против «Жоинвиля» Жезус сделал дубль, забив свои первые голы за «Палмейрас». В своём первом сезоне Жезус стал обладателем Кубка Бразилии. В 2016 году в матчах Кубка Либертадорес против аргентинского «Росарио Сентраль», а также уругвайских «Ривер Плейта» и «Насьоналя» Габриэл забил четыре мяча. По итогам сезона игрок провел 27 матчей, в которых забил 12 голов и сделал 4 голевые передачи, за что был признан лучшим игроком сезона в Бразилии.

### «Манчестер Сити»
3 августа 2016 года Жезус подписал контракт на пять лет с английским «Манчестер Сити». Сумма трансфера составила 32 млн евро. По условиям соглашения Жезус должен был доиграть сезон в Бразилии. К этому времени «Палмейрас» взлетел на вершину турнирной таблицы, где и финишировал по итогам сезона, оформив первое чемпионство с 1994 года. Жезус завершил свои выступления в «Палмейрасе» с 21 голом и 7 ассистами в активе.
19 января 2017 года Жезус был официально представлен в качестве игрока «Манчестер Сити». Он заменил травмированного Серхио Агуэро. 21 января года в матче против «Тоттенхэма» дебютировал в Премьер-лиге, заменив во втором тайме Рахима Стерлинга. В следующем поединке против «Вест Хэм Юнайтед» Жезус забил свой первый гол за «Манчестер Сити», а также отличился голевой передачей. В своём третьем матче за «Сити» против «Суонси Сити» сделал дубль. 13 февраля получил перелом плюсневой кости, из-за которой пропустив почти три месяца. 28 апреля он впервые после травмы вышел на поле, а 30 апреля забил гол, поразив ворота «Мидлсбро». В своём дебютном сезоне Жезус стал чемпионом Англии.
Летом Гвардиола не стал покупать нового нападающего, начав выпускать в стартовом составе Жезуса и Агуэро. Свой первый гол бразилец забил 26 августа 2017 года, поразив ворота «Борнмута» (2:1). 9 сентября помог своей команде разгромить «Ливерпуль» (5:0), оформив второй дубль в английской карьере. 14 октября снова забил два гола, а через три дня забил победный гол в ворота «Наполи». «Сити» уверено закрепился на первом месте, а Жезус был признан лучшим игроком команды по итогам октября.
В феврале 2018 года Жезус смог помочь «Сити» выиграть финал Кубка Лиги у «Арсенала» (3:0), выйдя на замену на 77-й минуте матча. В четвертьфинальном противостоянии Лиги чемпионов «горожане» уступили выход в полуфинал «Ливерпулю» (0:3, 1:2).
15 апреля 2018 года, за пять туров до окончания чемпионата «Манчестер Сити» выиграл АПЛ, обыграв «Тоттенхэм» (3:1), и дождавшись осечки «Манчестер Юнайтед» в матче с «Вест Бромвич Альбион» (0:1).
7 ноября 2018 года Жезус сделал хет-трик в матче Лиги чемпионов против донецкого «Шахтёра» (6:0). 11 декабря 2019 сделал свой второй хет-трик в Лиге чемпионов в ворота загребского «Динамо» (4:1).
В сентябре 2021 года стало известно, что ФИФА дисквалифицировал игрока на 5 дней из-за того, что его не отпустили на матчи Бразилии в рамках отборочного турнира чемпионата мира-2022.

### «Арсенал»
4 июля 2022 года перешёл в лондонский «Арсенал». Сумма трансфера составила 45 млн фунтов.

### Карьера в сборной

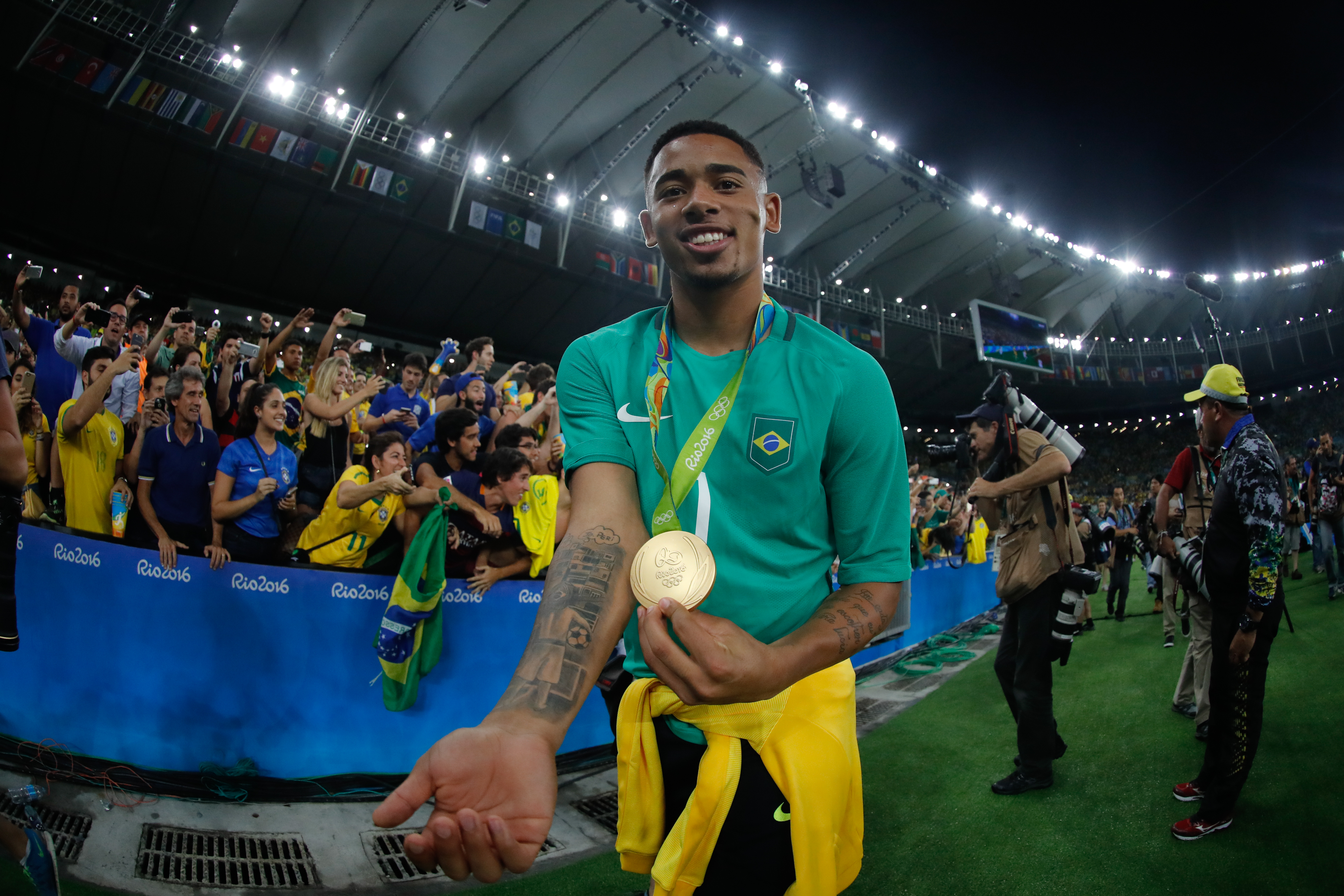
Жезус с медалью победителя Олимпийских игр 2016

В 2015 году Жезус помог молодёжной команде выйти в финал молодёжного чемпионата мира в Новой Зеландии. На турнире он сыграл в матчах против команд Венгрии, Нигерии, Уругвая, Португалии, Сенегала и Сербии. В поединке против нигерийцев Жезус забил гол.
В 2016 году в составе олимпийской сборной Бразилии Габриэл выиграл Олимпийские игры в Рио-де-Жанейро. На турнире он сыграл в матчах против команд ЮАР, Ирака, Дании, Колумбии, Гондураса и Германии. В поединках против датчан и гондурасцев Жезус забил три мяча.
1 сентября 2016 года в отборочном матче чемпионата мира 2018 против сборной Эквадора Жезус дебютировал за сборную Бразилии. В этом же поединке он сделал «дубль», забив свои первые голы за национальную команду. Впоследствии забил ещё 5 мячей, а его команда уверенно выиграла группу Южной Америки и получила путевку в Россию.
В 2018 году Жезус принял участие в чемпионате мира в России. На турнире он сыграл в матчах против команд Швейцарии, Коста-Рики, Сербии, Мексики и Бельгии.
Летом 2019 года Жезус был приглашён в сборную для участия в Кубке Америки, который состоялся в Бразилии. В полуфинальном матче против Аргентины на 19-й минуте отличился голом и открыл счёт в победном матче (2:0). В финале против Перу на 45-й минуте матча забил второй гол своей сборной, а его команда в итоге одержала победу и завоевала трофей.

### Голы за сборную Бразилии (до 23)
| # | Дата            | Место                              | Противник | Счёт | Результат | Соревнование          |
| - | --------------- | ---------------------------------- | --------- | ---- | --------- | --------------------- |
| 1 | 10 августа 2016 | Фонте-Нова, Салвадор, Бразилия     | Дания     | 0:4  | 0:4       | Олимпийские игры 2016 |
| 2 | 17 августа 2016 | Маракана, Рио-де-Жанейро, Бразилия | Гондурас  | 0:2  | 0:6       | Олимпийские игры 2016 |
| 3 | 17 августа 2016 | Маракана, Рио-де-Жанейро, Бразилия | Гондурас  | 0:3  | 0:6       | Олимпийские игры 2016 |

### Голы за сборную Бразилии
| #  | Дата            | Место                                                           | Противник         | Счёт | Результат | Соревнование         |
| -- | --------------- | --------------------------------------------------------------- | ----------------- | ---- | --------- | -------------------- |
| 1  | 1 сентября 2016 | Атауальпа, Кито, Эквадор                                        | Эквадор           | 0:2  | 0:3       | Квалификация ЧМ-2018 |
| 2  | 1 сентября 2016 | Атауальпа, Кито, Эквадор                                        | Эквадор           | 0:3  | 0:3       | Квалификация ЧМ-2018 |
| 3  | 6 октября 2016  | Арена дас Дунас, Натал, Бразилия                                | Боливия           | 4:0  | 5:0       | Квалификация ЧМ-2018 |
| 4  | 11 октября 2016 | Метрополитано де Мерида, Мерида, Венесуэла                      | Венесуэла         | 0:1  | 0:2       | Квалификация ЧМ-2018 |
| 5  | 15 ноября 2016  | Национальный стадион, Лима, Перу                                | Перу              | 0:1  | 0:2       | Квалификация ЧМ-2018 |
| 6  | 11 октября 2017 | Альянс Парк, Сан-Паулу, Бразилия                                | Чили              | 2:0  | 3:0       | Квалификация ЧМ-2018 |
| 7  | 11 октября 2017 | Альянс Парк, Сан-Паулу, Бразилия                                | Чили              | 3:0  | 3:0       | Квалификация ЧМ-2018 |
| 8  | 10 ноября 2017  | Пьер Моруа, Вильнёв-д’Аск, Франция                              | Япония            | 0:3  | 1:3       | Товарищеский матч    |
| 9  | 27 марта 2018   | Олимпийский стадион, Берлин, Германия                           | Германия          | 0:1  | 0:1       | Товарищеский матч    |
| 10 | 10 июня 2018    | Эрнст Хаппель, Вена, Австрия                                    | Австрия           | 0:1  | 0:3       | Товарищеский матч    |
| 11 | 12 октября 2018 | Королевский университетский стадион, Эр-Рияд, Саудовская Аравия | Саудовская Аравия | 0:1  | 0:2       | Товарищеский матч    |
| 12 | 26 марта 2019   | Синобо (Эден), Прага, Чехия                                     | Чехия             | 1:2  | 1:3       | Товарищеский матч    |
| 13 | 26 марта 2019   | Синобо (Эден), Прага, Чехия                                     | Чехия             | 1:3  | 1:3       | Товарищеский матч    |
| 14 | 6 июня 2019     | Национальный, Бразилиа, Бразилия                                | Катар             | 2:0  | 2:0       | Товарищеский матч    |
| 15 | 9 июня 2019     | Бейро-Рио, Порту-Алегри, Бразилия                               | Гондурас          | 1:0  | 7:0       | Товарищеский матч    |
| 16 | 9 июня 2019     | Бейро-Рио, Порту-Алегри, Бразилия                               | Гондурас          | 4:0  | 7:0       | Товарищеский матч    |
| 17 | 2 июня 2022     | Сеул уорлд кап стадиум, Сеул, Корея                             | Южная Корея       | 1:5  | 1:5       | Товарищеский матч    |

## Статистика

### Клубная статистика
По состоянию на 12 января 2025 года
| Выступление      | Выступление      | Выступление      | Лига | Лига | Кубки | Кубки | Кубки КОНМЕБОЛ/ Еврокубки | Кубки КОНМЕБОЛ/ Еврокубки | Прочие | Прочие | Итого | Итого |
| Клуб             | Лига             | Сезон            | Игры | Голы | Игры  | Голы  | Игры                      | Голы                      | Игры   | Голы   | Игры  | Голы  |
| ---------------- | ---------------- | ---------------- | ---- | ---- | ----- | ----- | ------------------------- | ------------------------- | ------ | ------ | ----- | ----- |
| Палмейрас        | Серия А          | 2015             | 20   | 4    | 9     | 3     | —                         | —                         | 8      | 0      | 37    | 7     |
| Палмейрас        | Серия А          | 2016             | 27   | 12   | 2     | 0     | 5                         | 4                         | 12     | 5      | 46    | 21    |
| Палмейрас        | Итого            | Итого            | 47   | 16   | 11    | 3     | 5                         | 4                         | 20     | 5      | 83    | 28    |
| Манчестер Сити   | Премьер-лига     | 2016/17          | 10   | 7    | 1     | 0     | —                         | —                         | —      | —      | 11    | 7     |
| Манчестер Сити   | Премьер-лига     | 2017/18          | 29   | 13   | 4     | 0     | 9                         | 4                         | —      | —      | 42    | 17    |
| Манчестер Сити   | Премьер-лига     | 2018/19          | 29   | 7    | 12    | 10    | 6                         | 4                         | —      | —      | 47    | 21    |
| Манчестер Сити   | Премьер-лига     | 2019/20          | 34   | 14   | 11    | 3     | 8                         | 6                         | —      | —      | 53    | 23    |
| Манчестер Сити   | Премьер-лига     | 2020/21          | 29   | 9    | 6     | 3     | 7                         | 2                         | —      | —      | 42    | 14    |
| Манчестер Сити   | Премьер-лига     | 2021/22          | 28   | 8    | 5     | 1     | 8                         | 4                         | —      | —      | 41    | 13    |
| Манчестер Сити   | Итого            | Итого            | 159  | 58   | 39    | 17    | 38                        | 20                        | —      | —      | 236   | 95    |
| Арсенал (Лондон) | Премьер-лига     | 2022/23          | 26   | 11   | 1     | 0     | 6                         | 0                         | —      | —      | 33    | 11    |
| Арсенал (Лондон) | Премьер-лига     | 2023/24          | 27   | 4    | 1     | 0     | 8                         | 4                         | —      | —      | 36    | 8     |
| Арсенал (Лондон) | Премьер-лига     | 2024/25          | 17   | 3    | 5     | 4     | 5                         | 0                         | —      | —      | 27    | 7     |
| Арсенал (Лондон) | Итого            | Итого            | 70   | 18   | 7     | 4     | 19                        | 4                         | —      | —      | 96    | 26    |
| Всего за карьеру | Всего за карьеру | Всего за карьеру | 276  | 92   | 57    | 24    | 61                        | 28                        | 20     | 5      | 414   | 149   |

## Достижения

### Командные
«Палмейрас»
- Чемпион Бразилии: 2016
- Обладатель Кубка Бразилии: 2015

«Манчестер Сити»
- Чемпион Англии (4): 2017/18, 2018/19, 2020/21, 2021/22
- Обладатель Кубка Англии: 2018/19
- Обладатель Суперкубка Англии (2): 2018, 2019
- Обладатель Кубка Футбольной лиги (4): 2017/18, 2018/19, 2019/20, 2020/21
- Финалист Лиги чемпионов УЕФА: 2020/21

Сборная Бразилии
- Олимпийский чемпион: 2016
- Обладатель Кубка Америки: 2019
- Финалист Кубка Америки: 2021

### Личные
- Обладатель «Золотого мяча» Бразилии: 2016